# Newtonmore
Newtonmore (gaelico scozzese: Baile Ùr an t-Slèibh) è un villaggio scozzese nell'area amministrativa dello Highland. Ha una popolazione di circa 1 000 abitanti ed è  situato solo a pochi chilometri da quello che è reputato il centro geografico esatto della Scozia.

## Attività
Le attività principali di Newtonmore sono:
- Lo Shinty - rinomata squadra sportiva, Newtonmore Camanachd Club.
- Escursionismo - Newtonmore si fa chiamare il "Centro Escursionista della Scozia", grazie alla sua posizione geografica ottimale e ai suoi bei percorsi naturali.
- Golf - Newtonmore ha un campo da golf sulle rive del fiume Spey.
- Bowling - Il club è aperto ai visitatori e organizza competizioni e gare con altri club della zona e del Perthshire e Aberdeenshire.
- Mountain biking - Numerosi percorsi per ciclismo nelle foreste locali e sentieri delle montagne scozzesi.
- Pesca
- Tiro (balistica) e Tiro a segno